# 太妃糖

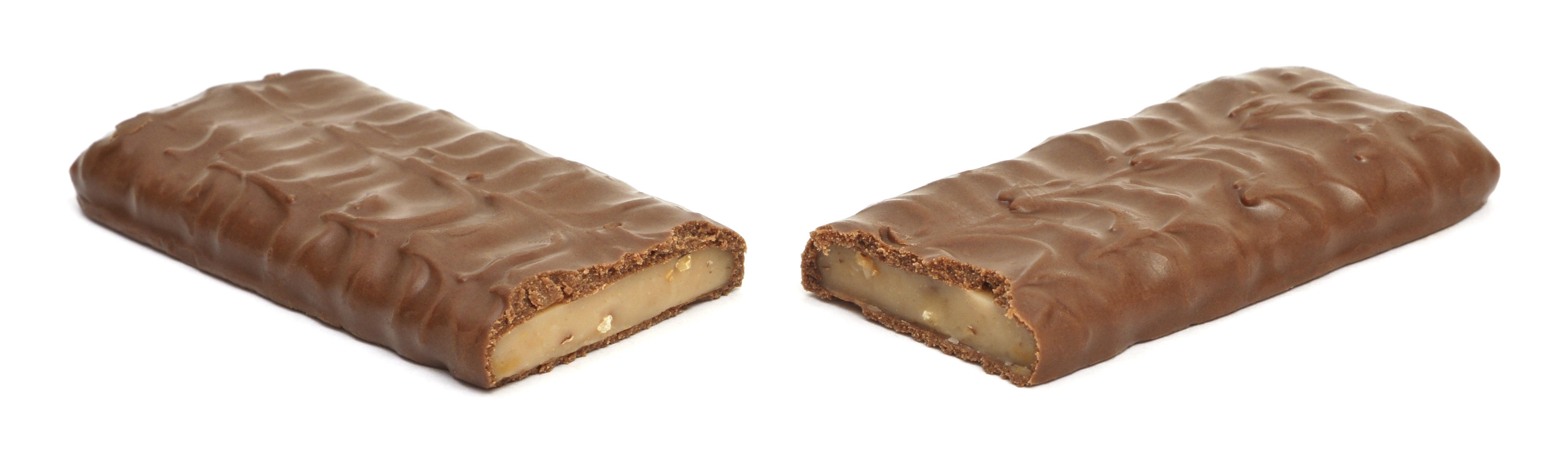
Heath bar，为外层包裹牛奶巧克力的英式太妃糖制品。

太妃糖（英語：Toffee，香港音譯為拖肥，國語音譯為太妃）是一种英式糖果，通过将蔗糖或糖蜜与黄油加热焦糖化制成。其制作过程包含将原料持续加热至硬裂纹阶段硬裂纹阶段（149–154 °C / 300–310 °F），此时糖浆冷却后呈现硬脆特征。部分配方会添加少量面粉调节质地，或混入坚果碎粒、葡萄干等辅料以丰富口感层次。糖蜜在高温下产生的转化糖成分有助于改善成品的保湿性与结晶结构。

## 变体与应用
在美国，一种受欢迎的变体是英式太妃糖（English toffee），这是一种黄油含量较高的太妃糖，通常加入杏仁制成。该产品根据质地可分为耐嚼型和硬质型两种版本。美国知名糖果品牌"Heath bar"即以英式太妃糖为核心原料制成。尽管冠以"英式"之名，其实际特性与英国本土多样化的太妃糖品类存在显著差异。不过该产品在英国市场以"黄油脆糖"（butter crunch）的名称流通。

## 词源考据
该词汇起源尚未定论。饮食作家哈罗德·马基主张其源自“克里奥尔语中糖与糖蜜混合物的称谓”，但未明确具体语言分支。据《牛津英语词典》记载，"toffee"作为书面词汇首现于1825年，系"taffy"（1817年首次记录）的方言变体，这两个词汇最初均以英格兰方言形式被文献记载。
值得注意的是，该词与阿坎语中的"tafere"存在词形相似性，后者可直译为"舔（手指）"的动作描述。